# Aeroporto de São Félix do Araguaia
O Aeroporto de São Félix do Araguaia (IATA: SXO - ICAO: SWFX) serve o município de mesmo nome. Situa-se na região Nordeste do Estado de Mato Grosso, distante cerca de 1143 km da capital, com uma população de aproximadamente 12 mil habitantes (IBGE/2005), a região tem um incrível potencial turístico e econômico por estar às margens do Rio Araguaia. E o aeroporto de São Félix do Araguaia é um importante ponto para alavancar o Turismo e o Comércio na região. Este aeroporto já possui voos regulares para Alta Floresta, Cuiabá e Barra do Garças no Mato Grosso, e Goiânia em Goiás. A SETE e a CRUISER são as duas empresas que atuam no aeroporto regularmente. Mas o aeroporto recebe aeronaves de agropecuarístas e mineradores da região. Próximo a São Félix do Araguaia, fica localizada a pista de pousos e decolagens da aldeia Santa Izabel do Morro (Código IATA: IDO), que foi construída durante o governo do presidente Getúlio Vargas para abrigar uma base da FAB que nunca chegou a entrar em operação. Atualmente, a pista da aldeia Santa Izabel do Morro já se encontra em avançado estado de deterioração, já que depois que foi criado o Parque Indígena do Araguaia, o uso da pista se tornou restrito.

## Reforma
É um dos 13 aeroportos do Mato Grosso incluídos no PDAR – Plano de Desenvolvimento da Aviação Regional, criado em 2012, que visa construir e/ou reformar 270 aeroportos em todo o país.

## Características
- Piso: A
- Sinalização: S
- Pista com balizamento noturno
- Companhias aéreas: SETE e CRUISER
- Distância do centro da cidade: 2,3 km
- Pista: 1800 metros
- Contato: Avenida do Aeroporto, s/n - São Félix do Araguaia - Fone: (66) 3522-1680
- Distância Aérea: Cuiabá 734 km; Brasília 549 km; São Paulo 1392 km; Porto Alegre 2047 km